# نیکوغوس تاهمیزیان
نیکوغوس تاهمیزیان (ارمنی: Նիկողոս Թահմիզյան؛ انگلیسی: Nikoghos Tahmizian‏ ۹ مه ۱۹۲۶–۳۰ اوت ۲۰۱۱) تاریخ‌نگار، موسیقی‌شناس و نظریه‌پرداز اهل ارمنستان بود. وی بین سال‌های ۱۹۶۰ تا ۲۰۰۳ میلادی فعالیت می‌کرد

## زندگی‌نامه
وی در ۹ مهٔ ۱۹۲۶ در آتن، یونان به دنیا آمد از سال ۱۹۶۰ تا ۱۹۹۰ پژوهشگر ارشد در انستیتو نسخه‌های خطی باستان (ماتناداران) در ایروان ارمنستان بود. در طول همان دوره وی به طور فعال با کنسرواتوار دولتی کومیتاس ایروان و فرهنگستان ملی علوم ارمنستان همکاری نمود. وی همچنین برندهٔ جوایزی همچون چهره هنری شایسته جمهوری ارمنستان، مدال شجاعت کار و چهره هنری شایسته ارمنستان شوروی شده‌است. وی در ۳۱ اوت ۲۰۱۱ در سن ۸۵ سالگی در پاسادینا، کالیفرنیا، ایالات متحده آمریکا درگذشت.

## نگارخانه